# Corsica Libera
Corsica Libera (en español: Córcega Libre) es un partido político de izquierda nacionalista corsa. Fue fundado en Corte (Córcega) en febrero de 2009 como unión de tres partidos nacionalistas de Córcega: Corsica Nazione, Rinnovu y la Alianza Nacionalista Corsa.
Corsica Libera demanda la independencia de Córcega y no condena las acciones violentas de grupos como el Frente de Liberación Nacional de Córcega (FLNC). El partido adquirió relevancia al ocupar simbólicamente la residencia corsa de Christian Clavier. El partido tiene 3 asientos en la Asamblea de Córcega y cierto número de consejeros locales, incluyendo el alcalde de Granace (un pequeño pueblo del sur de Córcega).
El candidato en las elecciones regionales de 2010, Jean-Guy Talamoni, obtuvo el 9.36% de los votos y pudo participar en la segunda vuelta. En la primera ronda de las elecciones regionales de 2015, Corsica Libera obtuvo el 7'73% de los votos.

## Resultados electorales
| Año  | 1ª vuelta | 1ª vuelta | 2ª vuelta                                   | 2ª vuelta                                   | Escaños |
| Año  | Votos     | %         | Votos                                       | %                                           | Escaños |
| ---- | --------- | --------- | ------------------------------------------- | ------------------------------------------- | ------- |
| 2010 | 12.236    | 9,36      | 14.159                                      | 9,35                                        | 4/51    |
| 2015 | 10.353    | 7,73      | En la lista de Femu a Corsica.              | En la lista de Femu a Corsica.              | 7/51    |
| 2017 | 54.211    | 45,36     | 67.155                                      | 56,46                                       | 13/63   |
| 2021 | 9.280     | 6,90      | En la lista del Partido de la Nación Corsa. | En la lista del Partido de la Nación Corsa. | 1/63    |